# Por Portugal Eu Dou

Ver: Todos os Singles

"Por Portugal Eu Dou" é um single disco compacto de inéditos da banda portuguesa de rock UHF. Editado em novembro de 2011 pela AM.RA Discos.
Este single foi oferecido com a compra do bilhete para assistir ao concerto de gravação do álbum ao vivo, Ao Norte Unplugged, nos dias 26 e 27 de novembro de 2011, na cidade de Fafe, não estando por isso disponível no circuito comercial.
Trata-se de uma canção de intervenção social, que nas palavras do líder da banda, António Manuel Ribeiro: "É uma tomada de posição activa a favor da coesão e da identidade cívica da nação". Uma mensagem positiva de união dos cidadãos em prol da nação portuguesa, para que consigam ultrapassar o momento social difícil provocado pela crise financeira de 2008.

Como autor maioritário das composições dos UHF, António Manuel Ribeiro, sempre demonstrou preocupação na abordagem de temas atuais da sociedade – alegrias, desamores, dificuldades dos cidadãos no dia a dia – incluindo a reprovável falta de ética da classe política. Os textos das suas canções marcam a diferença no rock português, pelo forte contributo na intervenção social,
| “ | Eu não me dissocio do país, destas questões sociais que vêm de fora e que depois se instalam cá dentro e ficam como uma doença (...) Termos o D. Sebastião instalado todos os dias é uma coisa que me incomoda. | ” |

## Lista de faixas
O single disco compacto é composto por uma faixa em versão padrão, da autoria de António Manuel Ribeiro.
| CD single |                       |                    |         |  |
| N.º       | Título                | Compositor(es)     | Duração |  |
| 1.        | "Por Portugal Eu Dou" | António M. Ribeiro | 2:35    |  |

## Membros da banda
- António Manuel Ribeiro (vocal e pandeireta) [7]
- António Côrte-Real (guitarra elétrica e acústica) [7]
- Fernando Rodrigues (baixo e bandolim) [7]
- Ivan Cristiano (bateria) [7]